# Algarve-Rundfahrt 2008
Die 34. Algarve-Rundfahrt fand vom 20. bis 24. Februar 2008 statt. Das Radrennen wurde in fünf Etappen über eine Distanz von 784,7 Kilometern ausgetragen. Das Rennen ist Teil der UCI Europe Tour 2008 und dort in die Kategorie 2.1 eingestuft.

## Etappen
| Etappe    | Tag         | Start – Ziel                       | km    | Etappensieger  | Führender      |
| --------- | ----------- | ---------------------------------- | ----- | -------------- | -------------- |
| 1. Etappe | 20. Februar | Albufeira – Faro                   | 164,6 | Robert Förster | Robert Förster |
| 2. Etappe | 21. Februar | Lagoa – Lagos                      | 189,5 | Tomas Vaitkus  | Robert Förster |
| 3. Etappe | 22. Februar | Vila Real de Santo António – Loulé | 207,7 | Robert Förster | Robert Förster |
| 4. Etappe | 23. Februar | Castro Marim – Tavira (EZF)        | 29,4  | Stijn Devolder | Stijn Devolder |
| 5. Etappe | 24. Februar | Vila do Bispo – Portimão           | 193,5 | Bernhard Eisel | Stijn Devolder |